# Tuusula
Tuusula là một đô thị tự quản của Phần Lan. Tuusula có diện tích 219,57 km², dân số 36 673 người với mật độ là 167,02 người/km². Đây là một phần của vùng đô thị Helsinki.